# Arthur George, 3.º Conde de Onslow
Arthur George, 3.º Earl de Onslow, Visconde Cranley e Barão Onslow (25 de outubro de 1777 - outubro de 1870) foi o terceiro detentor do título de Earl de Onslow, criado em 1801.
Arthur George encomendou a realização da pintura Bonaparte cruzando os Alpes logo que ele e Paul Delaroche visitaram o Louvre em Paris, onde viram a versão de Jacques-Louis David intitulada Napoleão cruzando os Alpes. A obra tinha voltado a ser exposta há pouco tempo, depois de uma renovação do interesse em Napoleão, quase 40 anos depois do seu exílio. George, que tinha uma colecção considerável de parafernália napoleónica, achava tal como Delaroche que a pintura não reflectia a realidade e encarregou a criação de uma representação mais realista.